# Nigel Thrift
Nigel John Thrift (1949.), profesor, trenutačni prorektor Sveučilišta u Warwicku i vodeći znanstvenik na području antropogeografije.

## Biografija
Rođen je 1949. godine, a obrazovanje stekao na Nailsea School. Thrift je radio na mnogim sveučilištima uključujući Sveučilište u Aberystwythu, Wales, Sveučilište u Lampeteru, Wales, Sveučilište u Bristolu i Sveučilište u Oxfordu. Thrift je obnašao dužnost pročelnika katedre za znanost o životu i okolišu prije nego što je postao prorektor za znanstveni rad. Godine 2003. postao je pridruženi član Britanske akademije. Godine 2005. imenovan je za prorektora na Sveučilištu u Warwicku, a položaj je preuzeo u srpnju 2006. godine.

## Doprinos geografiji
Profesor Thrift jedan je od vodećih antropogeografa i društvenih znanstvenika u svijetu, te se smatra zaslužnim za kovanje fraze meka modernost (engl. soft modernity) kao i za osmišljavanje 'nereprezentacionalne teorije'. Dobitnik je mnogih nagrada i priznanja za svoj rad, a 2003. izabran je za pridruženog člana Britanske akademije. Prof. Thrift sjedi u mnogim savjetodavnim odborima vlade UK-a, te je bio član Vijeća za istraživačke prioritete ESRC-a. Godine 1982. prof. Thrift bio je suosnivač časopisa Environment and Planning D: Society and Space, radeći kao upravni urednik od 1979. za Environment and Planning A.
Smatra se da Thriftova karijera reflektira, a u nekim slučajevima podupire znatne intelektualne promjene u antropogeografiji tijekom 1980-ih i 1990-ih. Thrift se najlakše može povezati s poststrukturalizmom kroz njegovu pozornost na subjektivnost, reprezentacijski identitet i praksu. Nedavno je pisao o onome što naziva 'nereprezentacionalnom teorijom' kojom naglašava performativna i sjedinjena znanja, te predstavlja radikalan pokušaj prebacivanja društvenih i humanističkih znanosti s isticanja reprezentacije i interpretacije, odmičući se od kontemplativnih modela misli i djelovanja, na ona temeljena na praksi. Thrift tvrdi kako nereprezentacionalna teorija označava 'neprocesualnu' prirodu velikog dijela socijalne i kulturne teorije. Glavne teme unutar nereprezentacionalne teorije uključuju subjektifikaciju; prostor kao djelatnost; tehnologije bivanja; utjelovljenje; te igru & pristup. Nereprezentacionalna teorija uzrokovala je znatnu raspravu na području antropogeografije oko naše medijacije vlastitoga svijeta kroz jezik i oko toga kako možemo vidjeti, osjećati i komunicirati izvan njega.
Thriftov rad je potaknuo razne angažmane unutar antropogeografije. Njegov rad o vremenu, jeziku, vlasti, reprezentacijama i tijelu bio je utjecajan u pokretu prema dinamičnijem pristupu teoretskim i empirijskim pitanjima naturalizacije socijalno konstruiranih fenomena. Za neke Thrift je pomogao području antropogeografije da se odmakne od počivanja na marksizmu i otvorio angažman s novim perspektivama i njihovim razvojem.

## Djelomična bibliografija

### Izabrane knjige
Profesor Thrift je napisao tri monografije i bio koautor na više od dvadeset knjiga, a potpun popis svih knjiga na kojima je bio koautor može se vidjeti na njegovim mrežnim stranicama.
- Peet R & Thrift N (Eds.) (1989) New Models in Geography: The Political-Economy Perspective, Boston: Unwin-Hyman
- Pile S & Thrift N (Eds.) (1995) Mapping the Subject: Geographies of Cultural Transformation, New York, NY: Routledge
- Thrift N (1996) Spatial Formations, Thousand Oaks, CA: Sage
- Corbridge S, Martin R & Thrift N (Eds.) (1997) Money, Power and Space, Oxford: Blackwell
- Leyshon A & Thrift N (Eds.) (1997) Money/Space: Geographies of Monetary Transformation, London: Routledge
- Miller D, Jackson P, Holbrook B, Thrift N and Rowlands, M (1998) Shopping, Place and Identity, London: Routledge
- Pile S and Thrift N (Eds.) (2000)City A-Z: Urban Fragments. London: Routledge
- Crang M and Thrift N (eds.) (2000) Thinking Space (Critical Geographies) London: Routledge
- Amin A Massey D and Thrift N (2000) Cities for All the People Not the Few. Bristol: Policy Press.
- Thrift N and May J (eds.) (2001) Timespace: Geographies of Temporality. London: Routledge.
- Amin A and Thrift N (2002) Cities: Reimagining the Urban. Cambridge: Polity Press.
- Amin A Massey D and Thrift N  (2003) Decentring the Nation. A Radical Approach to the Regions. London: Catalyst.
- Harrison S Pile S and Thrift N (eds.) (2004) Patterned Ground: Entanglements of Nature and Culture. London: Reaktion.
- Thrift N (2005) Knowing Capitalism (Theory, Culture and Society). London: Sage.
- Thrift N (2007) Non-Representational Theory. London: Routledge.

### Članci iz časopisa
- Thrift (1981) "Owners time and own time: The making of capitalist time consciousness, 1300-1880" in Pred A (Ed.) Space and Time in Geography: Essays dedicated to Torston Hagerstrand, Lund: Lund Studies in Geography Series B, No. 48
- Thrift N (1983) "On the determination of social action in space and time", Environment and Planning D: Society and Space 1: pp. 23-57
- Thrift N (1999) “Steps to an Ecology of Place” in Massey D, Allen J & Sarre P (Eds.) Human Geography Today, Cambridge: Polity Press: pp. 295–323
- Thrift N (2000a) "Performing cultures in the new economy", Annals of the Association of American Geographers 4: pp. 674-692
- Thrift N  (2000b) "Afterwords", Environment and Planning D: Society and Space 18 (3): pp. 213-255
- Thrift N & Olds K (1996) "Refiguring the economic in economic geography", Progress in Human Geography 20: pp. 311-337

## Više informacija
- Antropogeografija
- Lampeter Geography School
- Sveučilište u Warwicku
- Istraživačka web stranica Nigela Thrifta  Arhivirana inačica izvorne stranice od 21. ožujka 2009. (Wayback Machine)